# Tha Carter III
Albums de Lil Wayne
The Leak
(2007) Rebirth
(2010)
Singles
1. Lollipop
Sortie : 13 mars 2008
2. A Milli
Sortie : 23 avril 2008
3. Got Money
Sortie : 27 mai 2008
4. Mrs. Officer
Sortie : 11 septembre 2008
5. Comfortable
Sortie : 29 septembre 2008

Tha Carter III est le sixième album studio de Lil Wayne, sorti le 9 juin 2008 en France et le 10 juin 2008 aux États-Unis. Il a remporté le Grammy Award du meilleur album de rap en 2009.

## Musique
Tha Carter III est l'album le plus attendu de l'année d'après le magazine XXL. La pochette représente une photo de Lil Wayne bébé et tatoué. Cette pochette suit le style de pochette d'album de Nas (Illmatic) et de The Notorious B.I.G. (Ready to Die).

### Production
Lil Wayne a déclaré qu'il y aurait des productions de The Alchemist, Cool & Dre, Jim Jonsin, hg West et David Banner. The Runners et Kanye West ont déclaré avoir produit trois titres pour Tha Carter III. Cependant, l'album ne comporte pas de production des Runners.

### Featurings
Pour l'album, Lil Wayne a collaboré avec énormément d'artistes comme Jay-Z, Busta Rhymes, Juelz Santana, Static Major, Robin Thicke, T-Pain, Babyface, Brisco... Eminem devait être sur l'album mais il est le seul à avoir refusé l'invitation.

## Réception
L'opus s'est classé 1er au Billboard 200 et au Top R&B/Hip-Hop Albums aux États-Unis où il s'est vendu à plus d'1 000 000 d'exemplaires en seulement une semaine d'exploitation. Cette performance n'avait plus été réalisée depuis 2005 avec l'album The Massacre de 50 Cent. Il sera certifié sextuple disque de platine pour 6 millions de copies vendues par la Recording Industry Association of America (RIAA) le 25 septembre 2020. Il est également certifié double disque de platine au Canada le 9 janvier 2009, et disque d'or au Royaume-Uni et en Australie.

## Liste des titres
| 1.    | 3 Peat (Produit par Maestro)                                                           | Dwayne Carter, Vaushaun Brooks, Colin Westover                                          | | 3:19 |
| 2.    | Mr. Carter (featuring Jay-Z – Produit par Infamous et Drew Correa)                     | Carter, Andrews Correa, Sha Ron Prescott, Shawn Carter, Marco Rodriguez                 | Lucky Me de Jay-Z | 5:16 |
| 3.    | A Milli (Produit par Mr. Bangladesh)                                                   | Carter, Shondrae Crawford, Quentin Cook, C. Hester                                      | Don't Burn Down the Bridge de Gladys Knight & the Pips I Left My Wallet in El Segundo (Vampire Mix) de A Tribe Called Quest Go Crazy (Remix) de Young Jeezy featuring Jay-Z et Fat Joe | 3:41 |
| 4.    | Got Money (featuring T-Pain – Produit par Play-N-Skillz et T-Pain)                     | Carter, Faheem Najm, Juan Salinas, Oscar Salinas                                        | Umbrella de Rihanna featuring Jay-Z Hand Clap de Hurricane Chris Bitches Ain't Shit de Dr. Dre, Jewell, The Lady of Rage et Kurupt featuring Daz Dillinger et Snoop Dogg               | 4:04 |
| 5.    | Comfortable (featuring Babyface – Produit par Kanye West)                              | Carter, Kanye West, Kenneth Edmonds                                                     | You Don't Know My Name d'Alicia Keys Player's Ball d'OutKast Irreplaceable de Beyoncé                                                                                                  | 4:25 |
| 6.    | Dr. Carter (Produit par Swizz Beatz)                                                   | Carter, Kasseem Dean, David Axelrod                                                     | Holy Thursday de David Axelrod Can't Tell Me Nothing de Kanye West featuring Connie Mitchell                                                                                           | 4:24 |
| 7.    | Phone Home (Produit par Cool & Dre)                                                    | Carter, Andre Lyon, Marcello Valenzano, Eddie Montilla                                  | Party Like a Rockstar (Remix) des Shop Boyz featuring Lil Wayne, Jim Jones et Chamillionaire                                                                                           | 3:11 |
| 8.    | Tie My Hands (featuring Robin Thicke – Produit par Robin Thicke et Pro Jay)            |                                                                                         | | 5:19 |
| 9.    | Mrs. Officer (featuring Bobby V – Produit par Deezle)                                  | Carter, Darius Harrison, Bobby Wilson                                                   | Crooked Officer des Geto Boys Set It Off de Juvenile | 4:47 |
| 10.   | Let the Beat Build (Produit par Kanye West et Deezle)                                  | Carter, West, Harrison, Edward Kendrick                                                 | Day by Day d'Eddie Kendricks | 5:09 |
| 11.   | Shoot Me Down (featuring D. Smith – Produit par D. Smith)                              | Carter, D. Smith                                                                        | | 4:29 |
| 12.   | Lollipop (featuring Static Major – Produit par Jim Jonsin et Deezle)                   | Carter, Stephen Garrett, James Scheffer, Harrison, Onika Maraj                          | It's Me...(Remix) de Swizz Beatz featuring Lil Wayne, R. Kelly et Jadakiss Back That Azz Up (Back That Thang Up) de Juvenile featuring Mannie Fresh et Lil Wayne                       | 4:59 |
| 13.   | La La (featuring Brisco et Busta Rhymes – Produit par David Banner)                    | Carter, Lavell Crump, British Mitchell, Trevor Smith                                    | | 4:21 |
| 14.   | Playing with Fire (featuring Betty WrightStreetRunner)                                 | Carter, Nicholas Warwar, Jason Desrouleaux, Betty Wright                                | Play With Fire de Ruth Copeland Fuck You Tonight de The Notorious B.I.G. featuring R. Kelly You're Nobody (Til Somebody Kills You) de The Notorious B.I.G.                             | 4:21 |
| 15.   | You Ain't Got Nuthin (featuring Juelz Santana et Fabolous – Produit par The Alchemist) | Carter, John Jackson, Alan Maman, LaRon James, Harrison                                 | I'm Lucky de Joan Armatrading | 5:27 |
| 16.   | Dontgetit (Produit par Rodnae et Mousa)                                                | Carter, Gloria Caldwell, Sol Marcus, Rodnae Young, Eunice Waymon, Benne Benjamin, Mousa | Don't Let Me Be Misunderstood de Nina Simone | 9:52 |
| 76:31 |                                                                                        |                                                                                         | |      |

| 17. | Action (Produit par Deezle) | Carter, Harrison | I'm So Hood de DJ Khaled et T-Pain featuring Trick Daddy, Rick Ross et Plies Where They At de D.J. Jimi | 3:45 |

| 17. | Lollipop (Remix) (featuring Kanye West et Static Major – Produit par Jim Jonsin et Deezle) | Carter, West, Garrett, Harrison | How Many Licks? de Lil' Kim featuring Sisqó | 4:21 |
| 18. | Prostitute 2 (Produit par Maestro et Deezle)                                               | Carter, Brooks, Harrison        |                                             | 5:50 |

| 17. | I'm Me (Produit par DJ Nasty & LVM)     | Carter, Lenny Mollings, Johnny Mollings           | Go D.J. de Lil Wayne Fireman de Lil Wayne Hustler Musik de Lil Wayne Cash Money Millionaires de Lil Wayne God Moving Over the Face of the Waters de Moby Rubberband Man de T.I. | 4:55 |
| 18. | Gossip (Produit par StreetRunner)       | Carter, L. Dozier, B. Holland, E. Holland, Warwar | Stop in the Name of Love de Margie Joseph | 3:25 |
| 19. | Kush (Produit par Maestro)              | Carter, Brooks, L.L. McCall, L. McCall, D. Thomas | Honey Wild de Con Funk Shun | 3:42 |
| 20. | Love Me or Hate Me (Produit par GX)     | Carter                                            | | 4:00 |
| 21. | Talkin' About It (Produit par Infamous) | Carter, Rodriguez                                 | | 3:31 |

| 17. | Action (Produit par Deezle)             | Carter, Harrison                         | 3:42 |
| 18. | Whip It (Produit par Deezle)            | Carter, Harrison                         | 6:01 |
| 19. | I'm Me (Produit par DJ Nasty & LVM)     | Carter, Mollings, Mollings               | 4:55 |
| 20. | Gossip (Produit par StreetRunner)       | Carter, Dozier, Holland, Holland, Warwar | 3:25 |
| 21. | Kush (Produit par Maestro)              | Carter, McCall, McCall, Thomas           | 3:42 |
| 22. | Love Me or Hate Me (Produit par GX)     | Carter                                   | 4:00 |
| 23. | Talkin' About It (Produit par Infamous) | Carter, Rodriguez                        | 3:31 |

## Certifications
| Pays                  | Certification | Unités certifiées |
| --------------------- | ------------- | ----------------- |
| Australie (ARIA)      | Or            | 35 000            |
| Canada (Music Canada) | 2 × Platine   | 160 000           |
| États-Unis (RIAA)     | 6 × Platine   | 6 000 000         |
| Royaume-Uni (BPI)     | Or            | 100 000           |